# Veitchia winin
Veitchia winin là loài thực vật có hoa thuộc họ Arecaceae. Loài này được H.E.Moore miêu tả khoa học đầu tiên năm 1957.

## Hình ảnh

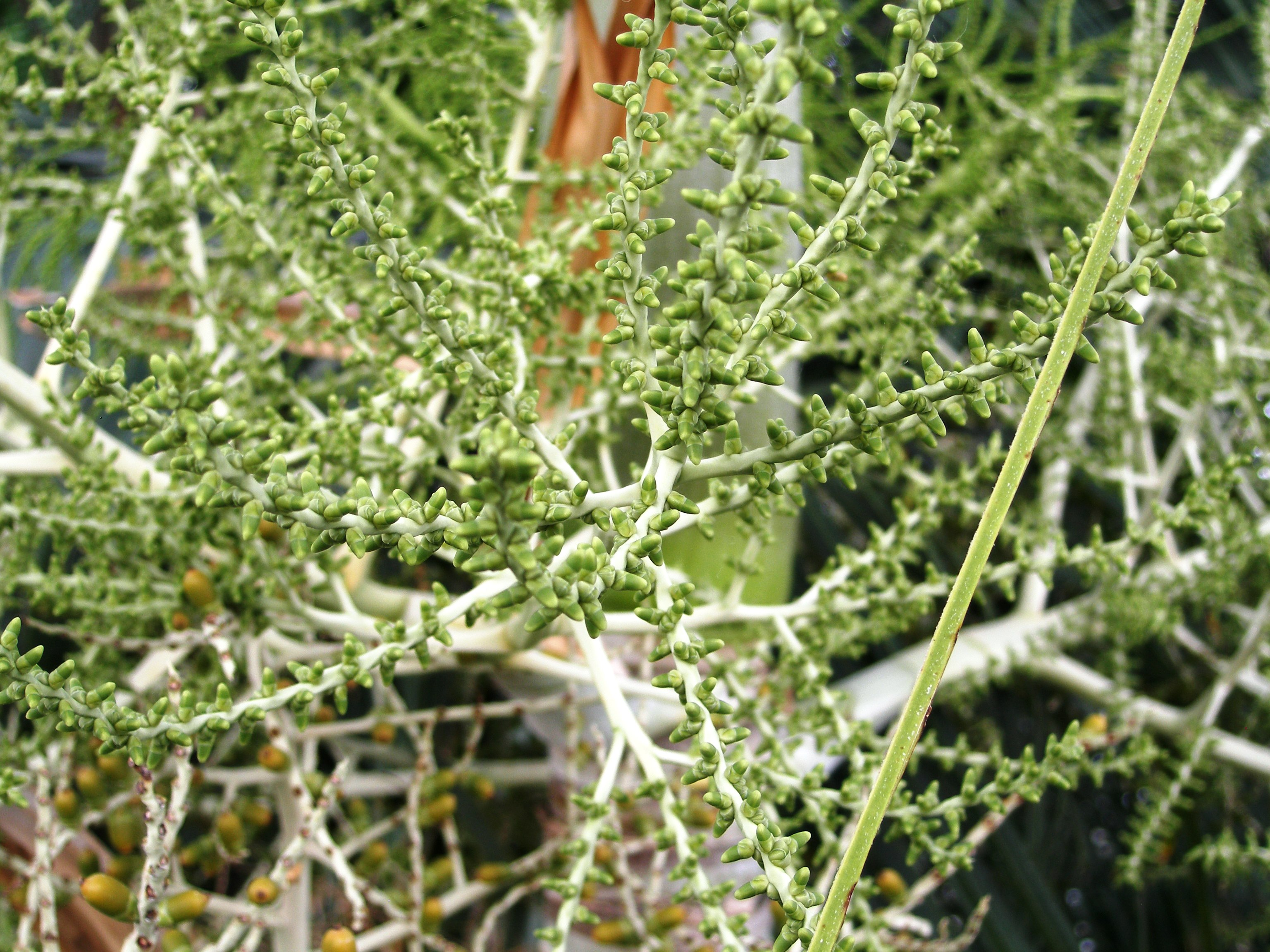